# Fcγ-Rezeptoren
Fcγ-Rezeptoren sind eine Gruppe von Oberflächenproteinen aus der Gruppe der Fc-Rezeptoren. Fcγ-Rezeptoren binden Immunglobulin G, je nach Subtyp und Rezeptor mit unterschiedlicher Affinität. Sie sind an der Immunantwort beteiligt durch Aktivierung von Phagozyten zur Phagozytose. Beispiele für Fcγ-Rezeptoren sind Fcγ-Rezeptor Ia, Fcγ-Rezeptor Ib und Fcγ-Rezeptor Ic, die als CD64a, CD64b und CD64c bezeichnet werden. Weitere Beispiele sind Fcγ-Rezeptor IIa (synonym CD32a), Fcγ-Rezeptor IIb (synonym CD32b), Fcγ-Rezeptor IIc, Fcγ-Rezeptor IIIa (synonym CD16a) und Fcγ-Rezeptor IIIb (synonym CD16b).